# 双子葉植物
双子葉植物（そうしようしょくぶつ）、双子葉植物綱（そうしようしょくぶつこう）とは、2枚の初期葉もしくは子葉をもつ植物のことである。

## 概説
双子葉植物は、名の通り子葉が2枚である種子植物の群（若干の例外はある）であり、子葉が1枚の単子葉植物と区別される。しかし、それ以外の特徴については、極めて多様であって、共通の特徴を示すことが難しい。強いて言えば、葉脈は網状脈であること、維管束が環状に並んだ真正中心柱を持つことなどがあるが、これらはむしろ被子植物における祖先的形質である可能性が高い。花の形についても花弁・雄蕊・雌蕊の数からその配置や構造に至るまで、様々なものがあるが、花の各部の個数が2または5の倍数となるものが多い。進化学の観点から言えば、単子葉類より進化過程では前段階にある。

## 系統論
そういったものを体系づけるため、被子植物の各群の系統関係について、様々な説が立てられた。
その一つは、ヤナギやドクダミなど、個々の花が雄蘂と雌蘂を一本ずつ備える花が原始的な花の姿で、進化の段階でそれが増加し、形を整えていったとするものである。これに基づいて整理されたのが新エングラー体系である。これに対して、モクレンに見られるような、中心に多数の雄蘂と雌蘂が螺旋に配置したものが原始的な花であると見て、それが次第に数を減らしつつ形を整えたと見て、その考えで整理したのがクロンキスト体系である。
以前からも、被子植物は多系的な集団ではないかと考える説はあったが、1990年代以降、ゲノム解析の発展により、双子葉植物は単系統群としては扱えない、つまり側系統群であることがいよいよ明らかになった。そのような知見を元にしたAPG植物分類体系では、従来の双子葉植物グループは、単系統群の真正双子葉植物 (Eudicots)と原始的な双子葉植物群に分かれる。つまり被子植物全体は、真正双子葉植物と単子葉植物という2つの大きな単系統群と、若干数かつ多系統の原始的双子葉植物群から成ることになる。
真正双子葉植物＝ユーディコッツ(Eudicots)の別名は、トリコルパテス(Tricolpates)すなわち三溝型花粉植物であり、形態の上からも、他の単溝型花粉植物であるところの原始的双子葉植物群から区別することができる。

## 名称等について
- 市販の図鑑等でよく使われる新エングラー体系における学術分類名は、Dicotyledoneaeである。
- 1980年代以降、学術分野で主流のクロンキスト体系における学術分類名は、Magnoliopsidaである。Magnoliopsidaを直訳してモクレン綱と言う植物学者もいる。

## 分類
クロンキスト体系による双子葉植物綱 Magnoliopsida の分類は以下の通り。

### モクレン亜綱 Magnoliidae
（クロンキスト体系では、最も原始的な双子葉植物とする）
- モクレン目 Magnoliales
- クスノキ目 Laurales
- コショウ目 Piperales
- ウマノスズクサ目 Aristolochiales
- シキミ目 Illiciales
- スイレン目 Nymphaeales
- キンポウゲ目 Ranunculales
- ケシ目 Papaverales

### マンサク亜綱 Hamamelidae
- ヤマグルマ目 Trochodendrales
- マンサク目 Hamamelidales
- ユズリハ目 Daphniphyllales
- ディディメレス目 Didymelales
- トチュウ目 Eucommiales
- イラクサ目 Urticales
- レイトネリア目 Leitneriales
- クルミ目 Juglandales
- ヤマモモ目 Myricales
- ブナ目 Fagales
- モクマオウ目 Casuarinales

### ナデシコ亜綱 Caryophyllidae
- ナデシコ目 Caryophyllales
- タデ目 Polygonales
- イソマツ目 Plumbaginales

### ビワモドキ亜綱 Dilleniidae
- ビワモドキ目 Dilleniales
- ツバキ目 Theales
- アオイ目 Malvales
- サガリバナ目 Lecythidales
- ウツボカズラ目 Nepenthales
- スミレ目 Violales
- ヤナギ目 Salicales
- フウチョウソウ目 Capparales
- バティス目 Batales
- ツツジ目 Ericales
- イワウメ目 Diapensiales
- カキノキ目 Ebenales
- サクラソウ目 Primulales

### バラ亜綱 Rosidae
- バラ目 Rosales
- マメ目 Fabales
- ヤマモガシ目 Proteales
- カワゴケソウ目 Podostemales
- アリノトウグサ目 Haloragales
- フトモモ目 Myrtales
- ヒルギ目 Rhizophorales
- ミズキ目 Cornales
- ビャクダン目 Santalales
- ラフレシア目 Rafflesiales
- ニシキギ目 Celastrales
- トウダイグサ目 Euphorbiales
- クロウメモドキ目 Rhamnales
- アマ目 Linales
- ヒメハギ目 Polygalales
- ムクロジ目 Sapindales
- フウロソウ目 Geraniales
- セリ目 Apiales

### キク亜綱 Asterdiae
- リンドウ目 Gentianales
- ナス目 Solanales
- シソ目 Lamiales
- アワゴケ目 Callitrichales
- オオバコ目 Plantaginales
- ゴマノハグサ目 Scrophulariales
- キキョウ目 Campanulales
- アカネ目 Rubiales
- マツムシソウ目 Dipsacales
- カリケラ目 Asterales

## 他の分類
新エングラー分類体系は、新エングラー体系#双子葉植物綱 Dicotyledoneaeを参照。